# Пентахорд
Пентахорд (від грецьких слів Pente — п'ять і xordn — струна) — музичний термін, що має два значення:
- Пентахорд — п'ятиступеневий звукоряд діатонічного ладу в межах чистої квінти.
- Пентахорд — гамоподібна послідовність 5-х ступенів різних ладових утворень; може бути побудована від будь-якого ступеня звукоряду.